# الحدائق (ولاية سكيكدة)
الحدائق مدينة وبلدية تابعة إقليميا إلى دائرة الحدائق ولاية سكيكدة الجزائرية.

## الموقع الجغرافي
تحدها بلدية سكيكدة  من الشمال الشرقي وعين زويت من الشمال الغربي، وجنوبا تحدها بلديتي رمضان جمال وأمجاز الدشيش، وشرقا بلدية حمادي كرومة، وغربا بلدية بوشطاطة. وهي بلدية تعدادها السكاني حوالي 15000 نسمة.
```
 
[
1
]
```

## وصلات أخرى

### وصلات داخلية
- دائرة الحدائق
- ولاية سكيكدة

### وصلات خارجية
- موقع الرسمي لولاية سكيكدة
- موقع منتدى سكيكدة

1. ↑  Algeria Municipalities نسخة محفوظة 18 يوليو 2017 على موقع واي باك مشين.